# Framboesa de Ouro de pior ator coadjuvante
O Framboesa de Ouro de pior ator coadjuvante (em inglês: Razzie Award for Worst Supporting Actor), é um dos prêmios oferecidos pela Golden Raspberry Award Foundation (GRAF) durante a realização do Framboesa de Ouro.
- Os vencedores estão em negrito.

| Ano  | Edição | Nome (título original) | Título em português brasileiro | Título em português europeu |
| 1981 | 1ª     | Laurence Olivier (The Jazz Singer) John Adames (Gloria) Marlon Brando (The Formula) Charles Grodin (Seems Like Old Times) David Selby (Raise the Titanic) | Nasce Um Cantor' Glória A Fórmula Parece Que Foi Ontem O Resgate do Titanic | The Jazz Singer Glória A Fórmula Como nos Velhos Tempos A Guerra dos Abismos                                                                                             |
| 1982 | 2ª     | Steve Forrest (Mommie Dearest) Billy Barty (Under the Rainbow) Ernest Borgnine (Deadly Blessing) James Coco (Only When I Laugh) Danny DeVito (Going Ape!) | Mamãezinha Querida Hotel das Confusões Benção Mortal O Doce Sabor de um Sorriso Bananas E Milhões | Querida Mãe - A Bênção do Anjo Negro Sempre Te Amei Que Rica Herança |
| 1983 | 3ª     | Ed McMahon (Butterfly) Orson Welles (Butterfly) Ted Hamilton (The Pirate Movie) Ben Gazzara (Inchon) Michael Beck (Megaforce) | Butterfly e a Mariposa Paraíso Azul/Butterfly e a Mariposa Romance Pirata Inchon O Esquadrão do Terror | Butterfly - Os Piratas - Megaforce |
| 1984 | 4ª     | Jim Nabors (Stroker Ace) Joseph Cali (The Lonely Lady) Anthony Holland (The Lonely Lady) Louis Gossett Jr. (Jaws 3) Richard Pryor (Superman III) | O Imbatível A Mulher Só Tubarão 3 Superman III | Prego a Fundo A Dama Solitária Tubarão 3 Superman III |
| 1985 | 5ª     | Brooke Shields (de bigode) (Sahara) Robby Benson (Harry & Son ) George Kennedy (Bolero) Peter O'Toole (Rhinestone) Sammy Davis Jr. (Cannonball Run II) | Sahara Meu Pai, Eterno Amigo Bolero - Uma Aventura em Êxtase Rhinestone - Um Brilho na Noite Um Rally Muito Louco | - Bolero O Destravado do Táxi Amarelo A Corrida Mais Louca do Mundo II                                                                                                   |
| 1986 | 6ª     | Rob Lowe (St. Elmo's Fire) Raymond Burr (Godzilla 1985) Herbert Lom (King Solomon's Mines) Robert Urich (Turk 182 ) Dolph Lundgren (Rocky IV) | O Primeiro Ano do Resto de Nossas Vidas Godzilla 1985 As Minas do Rei Salomão Revolução Rocky IV | O Primeiro Ano do Resto de Nossas Vidas Godzilla 1985 - Rocky IV |
| 1987 | 7ª     | Jerome Benton (Under the Cherry Moon) Peter O'Toole (Club Paradise) Scott Wilson (Blue City) Tim Robbins (Howard the Duck) Brian Thompson (Cobra) | Sob o Luar da Primavera Clube Paraíso Cidade Corrompida Howard, o Super-Herói Stallone Cobra | Sob o Luar da Riviera Clube Paraíso Blue City - Cidade Corrupta Howard e o Destino do Mundo Cobra - O Braço Forte da Lei                                                 |
| 1988 | 8ª     | David Mendenhall (Over the Top) Michael Caine (Jaws: The Revenge) Mack Dryden e Jamie Alcroft (Million Dollar Mystery) Tom Bosley (Million Dollar Mystery) Billy Barty (Masters of the Universe)                                                                          | Falcão - O Campeão dos Campeões Tubarão 4 - A Vingança O Mistério de 4 Milhões de Dólares Mestres do Universo | O Lutador Tubarão IV - A Vingança - Os Masters do Universo |
| 1989 | 9ª     | Dan Aykroyd (Caddyshack II) Billy Barty (Willow ) Richard Crenna (Rambo III) Harvey Keitel (The Last Temptation of Christ) Christopher Reeve (Switching Channels) | Clube dos Pilantras 2 Willow - Na Terra da Magia Rambo III A Última Tentação de Cristo 'Troca de Maridos | O Clube dos Malandrecos II Willow - Na Terra Mágica Rambo III A Última Tentação de Cristo -                                                                              |
| 1990 | 10ª    | Christopher Atkins (Listen to Me) DeForest Kelley (Star Trek V: The Final Frontier) Pat Morita (The Karate Kid, Part III) Donald Sutherland (Tango & Cash) Ben Gazzara (Road House)                                                                                       | Desencontros Jornada nas Estrelas V: A Fronteira Final Karate Kid 3 - O Desafio Final Condenação Brutal Matador de Aluguel | Direito em Jogo Star Trek V: A Última Fronteira Karate Kid 3 Stallone - Prisioneiro Profissão: Duro                                                                      |
| 1991 | 11ª    | Donald Trump (Ghosts Can't Do It) Leo Damian (Ghosts Can't Do It) Wayne Newton (The Adventures of Ford Fairlane) Gilbert Gottfried (The Adventures of Ford Fairlane/Look Who's Talking Too/Problem Child 2) Burt Young (Rocky V)                                          | Os Fantasmas Não Transam 'As Aventuras de Ford Fairlane As Aventuras de Ford Fairlane/Olha Quem Está Falando Também/O Pestinha 2 Rocky V | - As Aventuras de Ford Fairlane As Aventuras de Ford Fairlane/Olha Quem Fala... Também/O Pestinha 2 Rocky V                                                              |
| 1992 | 12ª    | Dan Aykroyd (Nothing but Trouble) Anthony Quinn (Mobsters) Christian Slater (Mobsters / Robin Hood: Prince of Thieves) John Travolta (Shout) Richard E. Grant (Hudson Hawk)                                                                                               | Nada Além de Problemas O Império do Crime O Império do Crime/Robin Hood - O Príncipe dos Ladrões Shout: Dois Corações, Uma Só Batida Hudson Hawk - O Falcão Está à Solta                                                                           | Loucuras em Valkenvania O Império do Mal O Império do Mal/Robin Hood - O Príncipe dos Ladrões -                                                                          |
| 1993 | 13ª    | Tom Selleck (Christopher Columbus: The Discovery) Marlon Brando (Christopher Columbus: The Discovery ) Alan Alda (Whispers in the Dark) Danny DeVito (Batman Returns) Robert Duvall (Newsies)                                                                             | Cristóvão Colombo: A Aventura do Descobrimento Cristóvão Colombo: A Descoberta Gemidos de Prazer Batman: O Retorno Extra! Extra! | Cristóvão Colombo: A Descoberta Cristóvão Colombo: A Descobertas Murmúrios na Escuridão Batman Regressa A Luta dos Ardinas                                               |
| 1994 | 14ª    | Woody Harrelson (Indecent Proposal) Tom Berenger (Sliver) John Lithgow (Cliffhanger) Chris O'Donnell (The Three Musketeers) Keanu Reeves (Much Ado About Nothing) | Proposta Indecente Invasão de Privacidade Risco Total Os Três Mosqueteiros Muito Barulho por Nada | Proposta Indecente Violação de Privacidade Assalto Infernal Os Três Mosqueteiros Muito Barulho por Nada                                                                  |
| 1995 | 15ª    | O. J. Simpson (Naked Gun 33⅓: The Final Insult) William Shatner (Star Trek Generations) Rod Steiger (The Specialist) Jane March (Color of Night) Dan Aykroyd (Exit to Eden/North)                                                                                         | Corra que a Polícia Vem Aí 33 1/3 - O Insulto Final Jornada Nas Estrelas: Generations O Especialista A Cor da Noite O Amor é uma Grande Fantasia/O Anjo da Guarda                                                                                  | Aonde é que Pára a Polícia? 33 1/3 - O Insulto Final Star Trek: Gerações O Especialista A Cor da Noite ?/O Puto Maravilha                                                |
| 1996 | 16ª    | Dennis Hopper (Waterworld) Tim Curry (Congo) Robert Davi (Showgirls) Alan Rachins (Showgirls) Robert Duvall (The Scarlet Letter) | Waterworld - O Segredo das Águas Congo Showgirls A Letra Escarlate | Waterworld Congo Showgirls Adultério |
| 1997 | 17ª    | Marlon Brando (The Island of Doctor Moreau) Val Kilmer (The Island of Dr. Moreau) Burt Reynolds (Striptease) Steven Seagal (Executive Decision) Quentin Tarantino (From Dusk Till Dawn)                                                                                   | A Ilha do Dr. Moreau' A Ilha do Dr. Moreau Striptease Momento Crítico Um Drink No Inferno | A Ilha do Dr. Moreau Striptease Decisão Crítica Aberto Até de Madrugada                                                                                                  |
| 1998 | 18ª    | Dennis Rodman (Double Team) Willem Dafoe (Speed 2: Cruise Control) Arnold Schwarzenegger (Batman & Robin) Chris O'Donnell (Batman & Robin) Jon Voight (Most Wanted,U-Turn)                                                                                                | A Colônia Velocidade Máxima 2 Batman & Robin Procurado/Reviravolta | Duplo Team Speed 2: Perigo a Bordo Batman & Robin Procura-se/Sem Retorno                                                                                                 |
| 1999 | 19ª    | Joe Eszerthas (An Alan Smithee Film: Burn Hollywood Burn) Sean Connery (The Avengers) Sylvester Stallone (An Alan Smithee Film: Burn Hollywood Burn) Roger Moore (Spice World) Joe Pesci (Lethal Weapon 4)                                                                | Hollywood - Muito Além das Câmeras Os Vingadores Hollywood - Muito Além das Câmeras O Mundo das Spice Girls Máquina Mortífera 4 | Um Realizador de Respeito Os Vingadores Um Realizador de Respeito Spice World - O Filme Arma Mortífera 4                                                                 |
| 2000 | 20ª    | Ahmed Best (Star Wars Episode I - The Phantom Menace) Jake Lloyd (Star Wars Episode I - The Phantom Menace) Kenneth Branagh (Wild Wild West) Gabriel Byrne (End of Days/Stigmata) Rob Schneider (Big Daddy)                                                               | Star Wars Episódio I - A Ameaça Fantasma As Loucas Aventuras de James West Fim dos Dias/Stigmata O Paizão | Star Wars Episódio I - A Ameaça Fantasma Wild Wild West Os Dias do Fim/Estigma Um Pai à Maneira                                                                          |
| 2001 | 21ª    | Barry Pepper (Battlefield Earth) Forest Whitaker (Battlefield Earth) Stephen Baldwin (The Flintstones in Viva Rock Vegas) Arnold Schwarzenegger (The 6th Day) Keanu Reeves (The Watcher)                                                                                  | A Reconquista Os Flintstones em Viva Rock Vegas O 6º Dia O Observador | Terra - Campo de Batalha >Os Flintstones em Viva Rock Vegas O 6º Dia 24 Horas Para Matar                                                                                 |
| 2002 | 22ª    | Charlton Heston (Planet of the Apes, Town & Country, Cats & Dogs) Max Beesley (Glitter) Rip Torn (Freddy Got Fingered) Sylvester Stallone (Driven) Burt Reynolds (Driven)                                                                                                 | Planeta dos Macacos/Ricos, Bonitos e Infieis/Como Cães e Gatos Glitter - O Brilho de Uma Estrela Fora de Casa Alta Velocidade | Planeta dos Macacos/Mistérios do Sexo Oposto/Entre Cães e Gatos Glitter - O Brilho de uma Estrela Freddy em Apuros Corrida Alucinante                                    |
| 2003 | 23ª    | Hayden Christensen (Star Wars Episode II: Attack of the Clones) Tom Green (Stealing Harvard) Freddie Prinze Jr. (Scooby-Doo) Christopher Walken (The Country Bears) Robin Williams (Death to Smoochy)                                                                     | Star Wars Episódio II: Ataque dos Clones Promessa É Dívida Scooby-Doo Beary e os Ursos Caipiras Morra Smoochy Morra | Star Wars Episódio II: Ataque dos Clones Operação Harvard Scooby-Doo As Aventuras de Beary, o Ursinho/Smoochy                                                            |
| 2004 | 24ª    | Sylvester Stallone (Spy Kids 3-D: Game Over) Christopher Walken (Gigli/Kangaroo Jack) Al Pacino (Gigli) Anthony Anderson (Kangaroo Jack) Alec Baldwin (The Cat in the Hat)                                                                                                | Pequenos Espiões 3D: Game Over Contato de Risco/Canguru Jack Contato de Risco Canguru Jack O Gato | Spy Kids 3-D: Game Over Duro Amor/Canguru Jack Duro Amor Canguru Jack O Gato                                                                                             |
| 2005 | 25ª    | Donald Rumsfeld (Fahrenheit 9/11) Jon Voight (Superbabies: Baby Geniuses 2) Lambert Wilson (Catwoman) Val Kilmer (Alexander) Arnold Schwarzenegger (Around the World in 80 Days)                                                                                          | Fahrenheit 11 de Setembro Bebês Geniais 2: Super Bebês Mulher-Gato Alexandre Volta ao Mundo em 80 Dias - Uma Aposta Muito Louca | Fahrenheit 9/11 Bebês Geniais 2: Super Bebês Catwoman Alexandre, o Grande A Volta ao Mundo em 80 Dias                                                                    |
| 2006 | 26ª    | Hayden Christensen (Star Wars Episode III: Revenge of the Sith) Burt Reynolds (The Dukes of Hazzard/The Longest Yard) Eugene Levy (Cheaper by the Dozen 2 / The Man) Bob Hoskins (Son of the Mask) Alan Cumming (Son of the Mask)                                         | Star Wars Episódio III: A Vingança dos Sith Os Gatões: Uma Nova Balada/Golpe Baixo Doze é Demais 2/O Cara O Filho do Máskara'' O Filho do Máskara                                                                                                  | Deuce Bigalow: Gigolo na Europa Os Três Duques/Os Quebra-Ossos 'À Dúzia é mais Barato 2/Agente Acidental A Máscara: A Nova Geração                                       |
| 2007 | 27ª    | M. Night Shyamalan (Lady in the Water) Martin Short (The Santa Clause 3: The Escape Clause) Ben Kingsley (BloodRayne) Danny DeVito (Deck the Halls) David Thewlis (Basic Instinct 2 /The Omen)                                                                            | A Dama na Água Meu Papai é Noel 3 BloodRayne Um Natal Brilhante Instinto Selvagem 2/A Profecia | A Senhora da Água Santa Cláusula 3: Natal em Risco BloodRayne Um Vizinho a Apagar Instinto Fatal 2/O Génio do Mal                                                        |
| 2008 | 28ª    | Eddie Murphy (como o Sr. Wang) (Norbit) Jon Voight (Transformers/National Treasure: Book of Secrets/Bratz) Orlando Bloom (Pirates of the Caribbean: At World's End) Rob Schneider (I Now Pronounce You Chuck and Larry) Kevin James (I Now Pronounce You Chuck and Larry) | Norbit Transformers/A Lenda do Tesouro Perdido: Livro dos Segredos/Bratz: O Filme Piratas do Caribe: No Fim do Mundo ''Eu os Declaro Marido e... Larry                                                                                             | Norbit Transformers/O Tesouro: Livro dos Segredos/Bratz: O Filme Piratas das Caraíbas: Nos Confins do Mundo Declaro-vos Marido e... Marido                               |
| 2009 | 29ª    | Pierce Brosnan (Mamma Mia!) Verne Troyer (The Love Guru/Postal) Uwe Boll (Postal) Ben Kingsley (The Love Guru/The Wackness/War, Inc. ) Burt Reynolds (Deal/In the Name of the King: A Dungeon Siege Tale)                                                                 | Mamma Mia! O Guru do Amor/Salve-se Quem Puder! Salve-se Quem Puder! O Guru do Amor/Doidão/Guerra, S.A.: Faturando Alto Negócios e Trapaças/Em Nome do Rei                                                                                          | 'Mamma Mia!' O Guru do Amor/ O Guru do Amor/Wackness - À Deriva/Guerra, S.A. A Arte do Jogo/Em Nome do Rei                                                               |
| 2010 | 30ª    | Billy Ray Cyrus (Hannah Montana: The Movie) Hugh Hefner (Miss March) Robert Pattinson (The Twilight Saga: New Moon) Jorma Taccone (Land of the Lost) Marlon Wayans (G.I. Joe: The Rise of Cobra)                                                                          | Hannah Montana: O Filme Miss Março: A Garota da Capa A Saga Crepúsculo: Lua Nova A Terra Perdida G.I. Joe: A Origem de Cobra | Hannah Montana: O Filme' Miss Março' A Saga Twilight: Lua Nova A Terra dos Perdidos G.I. Joe: O Ataque dos Cobra                                                         |
| 2011 | 31ª    | Jackson Rathbone (The Last Airbender/Eclipse) Billy Ray Cyrus (The Spy Next Door ) Dev Patel (The Last Airbender) George Lopez (Marmaduke/The Spy Next Door/Valentine's Day) Rob Schneider (Grown Ups)                                                                    | O Último Mestre do Ar/Eclipse Missão Quase Impossível O Último Mestre do Ar Marmaduke/Missão Quase Impossível/Idas e Vindas do Amor Gente Grande                                                                                                   | O Último Airbender/Eclipse' Espião nas Horas Vagas O Último Airbender Marmaduke/Espião nas Horas Vagas/Dia dos Namorados Miúdos e Graúdos                                |
| 2012 | 32ª    | Al Pacino (Jack and Jill) James Franco (Your Highness) Ken Jeong (Big Mommas: Like Father Like Son, The Hangover Part II, Transformers: Dark of the Moon, Zookeeper) Patrick Dempsey Transformers: Dark of the Moon ) Nick Swardson (Jack and Jill/Just Go with It)       | Cada Um Tem a Gêmea Que Merece Sua Alteza? Vovó...Zona 3: Tal Pai, Tal Filho/Se Beber Não Case Parte II/Transformers: O Lado Escuro da Lua/O Zelador Animal Transformers: O Lado Escuro da Lua Cada Um Tem a Gêmea Que Merece/Esposa de Mentirinha | Jack e Jill' Real Desatino O Agente Disfarçado 3: Tal Pai, Tal Filho/A Ressaca Parte II/Transformers 3/O Guarda do Zoo Transformers 3 Jack e Jill/Engana-me Que eu Gosto |
| 2013 | 33ª    | Taylor Lautner (The Twilight Saga: Breaking Dawn Part 2) David Hasselhoff (Piranha 3DD) Liam Neeson (Battleship/Wrath of the Titans ) Vanilla Ice (That's My Boy) Nick Swardson (That's My Boy)                                                                           | A Saga Crepúsculo: Amanhecer - Parte 2 Piranha 2 Battleship: A Batalha dos Mares/Fúria de Titãs 2 Esse é o Meu Garoto | A Saga Twilight: Amanhecer - Parte 2 Piranha 3DD Battleship – Batalha Naval/Confronto de Titãs Pai Infernal                                                              |
| 2014 | 34ª    | Will Smith (After Earth) Taylor Lautner (Grown Ups 2) Chris Brown (Battle of the Year) Larry the Cable Guy (A Madea Christmas ) Nick Swardson (Grown Ups 2/A Haunted House)                                                                                               | Depois da Terra Gente Grande 2 A Batalha do Ano O Natal de Madea Gente Grande 2/Inatividade Paranormal | Depois da Terra Miúdos e Graúdos 2 Desafio do Ano ' Miúdos e Graúdos 2/Inatividade Paranormal                                                                            |
| 2015 | 35ª    | Kelsey Grammer (Transformers: Age of Extinction/Legends of Oz: Dorothy's Return/ Think Like a Man Too/The Expendables 3) Mel Gibson (The Expendables 3) Kiefer Sutherland (Pompeii) Arnold Schwarzenegger (The Expendables 3) Shaquille O'Neal (Blended)                  | Transformers: A Era da Extinção/A Lenda de Oz/Pense como Eles Também/Os Mercenários 3 Os Mercenários 3 Pompeia Os Mercenários 3 Juntos e Misturados                                                                                                | Transformers 4/Lendas de Oz: O Regresso de Dorothy/Elas Querem Pensar como Eles/Os Mercenários 3 Os Mercenários 3 Pompeia Os Mercenários 3 Umas Férias Inesperadas       |
| 2016 | 36ª    | Eddie Redmayne (Jupiter Ascending) Chevy Chase (Hot Tub Time Machine 2 / Vacation) Jason Lee (Alvin and the Chipmunks: The Road Chip) Kevin James (Pixels) Josh Gad (The Wedding Ringer\Pixels)                                                                           | O Destino de Jupiter A Ressaca 2\Férias Frustradas Alvin e os Esquilos: Na Estrada Pixels Padrinhos Ltda.\Pixels | Ascensão de Jupiter Jacuzzi: O Desastre do Tempo 2\Férias Alvin e os Esquilos: A Grande Aventura Pixels O Amigo Do Peito\Pixels                                          |
| 2017 | 37ª    | Jesse Eisenberg (Batman v Superman: Dawn of Justice) Nicolas Cage (Snowden) Johnny Depp (Alice Through the Looking Glass) Jared Leto (Suicide Squad) Owen Wilson (Zoolander 2) Will Ferrell (Zoolander 2)                                                                 | Batman vs Superman: A Origem da Justiça Snowden: Herói ou Traidor Alice Através do Espelho Esquadrão Suicida Zoolander 2 | Batman vs Super-Homem: O Despertar da Justiça Snowden Alice: Do Outro Lado do Espelho Esquadrão Suicida Zoolander 2                                                      |
| 2018 | 38ª    | Mel Gibson (Daddy's Home 2) Russell Crowe (The Mummy) Josh Duhamel (Pirates of the Caribbean: Dead Men Tell No Tales) Javier Bardem (Pirates of the Caribbean: Dead Men Tell No Tales\mother!) Anthony Hopkins (Transformers: The Last Knight\Collide)                    | Pai em Dose Dupla 2 A Múmia Piratas do Caribe: A Vingança de Salazar \mãe! Transformers: O Último Cavaleiro\Busca sem Limites | Pai Há Um Só! A Múmia Piratas dos Caraíbas: Homens Mortos Não Contam Histórias \mãe! Transformers 5\Collide - A Alta Velocidade                                          |
| 2019 | 39ª    | John C. Reilly (Holmes & Watson) Ludacris (Show Dogs) Jamie Foxx (Robin Hood) Joel McHale (The Happytime Murders) Justice Smith (Jurassic World: Fallen Kingdom) | Holmes & Watson Show Dogs: O Agente Canino Robin Hood: A Origem Crimes em Happytime Jurassic World: Reino Ameaçado | Holmes & Watson Cães à Solta Robin Hood Pela Hora da Morte Mundo Jurássico: Reino Caído                                                                                  |
| 2020 | 40ª    | James Corden (Cats) Tyler Perry (A Madea Family Funeral ) (como Joe) Tyler Perry (A Madea Family Funeral ) (como Tio Heathrow) Seth Rogen (Zeroville) Bruce Willis (Glass)                                                                                                | Cats Um Funeral em Família - Vidro | Cats - Glass |
| 2021 | 41ª    | Rudy Giuliani (Borat Subsequent Moviefilm) Chevy Chase (The Very Excellent Mr. Dundee) Shia LaBeouf (The Tax Collector) Arnold Schwarzenegger (Iron Mask) Bruce Willis (Breach/Hard Kill/Survive the Night)                                                               | Borat: Fita de Cinema Seguinte - O Cobrador de Impostos A Máscara de Ferro Ameaça no Espaço/Difícil de Matar/Sobreviver à Noite | Borat, o Filme Seguinte - O Cobrador de Impostos - Ameaça no Espaço/Projeto 725/Sobreviver na Noite                                                                      |
| 2022 | 42ª    | Jared Leto (House of Gucci) Ben Affleck (The Last Duel) Nick Cannon (The Misfits) Mel Gibson (Dangerous) Gareth Keegan (Diana the Musical) | Casa Gucci O Ultimo Duelo Os Renegados Instinto Assassino Diana: O Musical | Casa Gucci O Ultimo Duelo Ladrões de Elite Perigoso - |
| 2023 | 43ª    | Tom Hanks (Elvis) Pete Davidson (Good Mourning) Mod Sun (Good Mourning) Xavier Samuel (Blonde) Evan Williams (Blonde) | Elvis Tenha Um Bom Luto Blonde | Elvis Bom Luto Blonde |
| 2024 | 44ª    | Sylvester Stallone (Expend4bles) Michael Douglas (Ant-Man and the Wasp: Quantumania) Bill Murray (Ant-Man and the Wasp: Quantumania) Mel Gibson (Confidential Informant) Franco Nero (The Pope's Exorcist)                                                                | Os Mercenários 4 Homem-Formiga e a Vespa: Quantumania Informante O Exorcista do Papa | Os Mercen4rios Homem-Formiga e a Vespa: Quantumania - O Exorcista do Papa                                                                                                |
| 2025 | 45ª    | Jon Voight (Megalopolis\Reagan\Shadow Land\Strangers) Jack Black (Borderlands) Kevin Hart (Borderlands) Shia LaBeouf (Megalopolis) Tahar Rahim (Madame Web | Megalópolis\Reagan\-\- Borderlands: O Destino do Universo Está em Jogo Megalópolis Madame Teia | Megalópolis\Reagan\-\- Borderlands Megalópolis Madame Web |